# Jacky Avril
Jacky Nicolas Avril (ur. 19 lipca 1964 w Vierzon) – francuski kajakarz górski. Brązowy medalista olimpijski z Barcelony.
Zawody w 1992 były jego jedynymi igrzyskami olimpijskimi. W Barcelonie zajął trzecie miejsce w rywalizacji kanadyjkarzy w jedynce. Zdobył cztery medale mistrzostw świata: brąz indywidualnie w 1991 oraz srebro (1987, 1989 i 1991) w drużynie kanadyjkarzy.